# Un giorno bellissimo (album Francesco Renga)
Un giorno bellissimo è il quinto album in studio del cantante italiano Francesco Renga, pubblicato il 23 novembre 2010 dalla Universal Music Group.

## Descrizione
Il disco è stato prodotto da Celso Valli ed è stato anticipato dall'omonimo singolo. La presentazione del disco è avvenuta in diretta da una cantina della Franciacorta ed è stata trasmessa in diretta da diverse sale cinematografiche in formato 3D.
Il disco ha ottenuto un buon successo, debuttando al settimo posto della classifica italiana degli album più venduti.

## Tracce
1. Un giorno bellissimo – 3:15 (Francesco Renga, Luca Chiaravalli)
2. Per farti tornare – 3:47 (Francesco Renga, Luca Chiaravalli)
3. La strada (con Franco Battiato) – 3:56 (Francesco Renga, Luca Chiaravalli)
4. Regina triste – 3:46 (Francesco Renga, Luca Chiaravalli, Stefano Brandoni)
5. Senza amore – 3:52 (Francesco Renga, Francesco Gazzè, Francesco De Benedittis)
6. Immune – 4:01 (Francesco Renga, Francesco Gazzè, Max Corona, Francesco De Benedittis)
7. Stai con me – 3:41 (Francesco Renga, Emilio Munda)
8. Da lontano – 3:53 (Francesco Renga, Francesco De Benedittis, Max Corona)
9. Nuvole e sale – 3:59 (Francesco Renga, Luca Chiaravalli)
10. Di sogni e illusioni – 3:13 (Francesco Renga, Emilio Munda, Piero Romitelli)
11. Alzando la musica – 3:55 (Luca Chiaravalli, S.Y.G.Fernande, Francesco Renga)
12. Adesso che sei grande – 2:55 (Francesco Renga)

## Formazione
- Francesco Renga - voce
- Celso Valli - tastiera
- C.V Ensemble Orchestre - strumenti ad arco
- Piccolo Coro Dell'Antoniano - voci bianche

## Classifiche
| Classifica (2010) | Posizione massima |
| ----------------- | ----------------- |
| Italia            | 7                 |